# Prîvillea, Hluhiv
Prîvillea (în ucraineană Привілля) este localitatea de reședință a comunei Prîvillea din raionul Hluhiv, regiunea Sumî, Ucraina.

## Demografie
Componența lingvistică a localității Prîvillea
     Ucraineană (99,43%)
     Alte limbi (0,57%)
Conform recensământului din 2001, majoritatea populației localității Prîvillea era vorbitoare de ucraineană (99,43%), existând în minoritate și vorbitori de alte limbi.